# Adenosilmetionina hidrolasa
La adenosilmetionina hidrolasa (EC 3.3.1.2); también conocida como S-adenosilhomocisteína hidrolasa, enzima clivadora de S-adenosilmetionina, metilmetionina sal de sulfonio hidrolasa, y adenosilmetionina liasa; 
es una enzima que cataliza la siguiente reacción química:
S-adenosil-L-metionina + H
2O {\displaystyle \rightleftharpoons } L-homoserina + metiltioadenosina
Por lo tanto, los dos sustratos de esta enzima son la S-adenosil-L-metionina y agua, mientras que los dos productos son la L-homoserina y metiltioadenosina.
El nombre sistemático de esta clase de enzimas es S-adenosil-L-metionina hidrolasa.
Esta enzima pertenece a la familia de las hidrolasas, concretamente a aquellas que actúan sobre enlaces tipo éter que involucran azufre (tioeter y trialquilsulfonio hidrolasas).